# Sport Vereniging Leo Victor
Maillots
Actualités
Le SV Leo Victor est un club surinamien de football basé à Paramaribo.

## Palmarès
- Championnat du Suriname (4)
  - Champion : 1963, 1978, 1982 et 1992

- Coupe du Suriname (2)
  - Vainqueur : 2003 et 2014

- Supercoupe du Suriname (2)
  - Vainqueur : 2003 et 2014
  - Finaliste : 1994

- Coupe des Guyanes de football (1)
  - Vainqueur : 2009